# كوبنهاغن (نيويورك)
كوبنهاغن (بالإنجليزية: Copenhagen, New York)‏ هي منطقة سكنية تقع في الولايات المتحدة في مقاطعة لويس، نيويورك. يقدر عدد سكانها بـ 801 نسمة ومساحتها 3.1 كم2 وترتفع عن سطح البحر 355 متر.

## التركيبة السكانية
حدّد مكتب تعداد الولايات المتحدة بيانات التركيبة السكانية لكوبنهاغن في تعداد الولايات المتحدة. في ما يلي، التركيبة السكانية حسب تعدادي 2000 و2010.

### تعداد عام 2000
بلغ عدد سكان كوبنهاغن 865 نسمة بحسب تعداد عام 2000، وبلغ عدد الأسر 318 أسرة وعدد العائلات 238 عائلة مقيمة في القرية. في حين سجلت الكثافة السكانية 284.5 نسمة لكل كيلومتر مربع (736.9/ميل2). وبلغ عدد الوحدات السكنية 383 وحدة بمتوسط كثافة قدره 126 لكل كيلومتر مربع (326.3/ميل2).
وتوزع التركيب العرقي للقرية بنسبة 94.91% من البيض و1.27% من الأمريكيين الأفارقة و0.23% من الأمريكيين الأصليين و1.85% من الأعراق الأخرى و1.73% من عرقين مختلطين أو أكثر و2.77% من الهسبانيون أو اللاتينيون من أي عرق.
بلغ عدد الأسر 318 أسرة كانت نسبة 46.2% منها لديها أطفال تحت سن الثامنة عشر تعيش معهم، وبلغت نسبة الأزواج القاطنين مع بعضهم البعض 57.2% من أصل المجموع الكلي للأسر، ونسبة 11.6% من الأسر كان لديها معيلات من الإناث دون وجود شريك، بينما كانت نسبة 6% من الأسر لديها معيلون من الذكور دون وجود شريكة وكانت نسبة 25.2% من غير العائلات. تألفت نسبة 21.4% من أصل جميع الأسر من عدة أفراد يعيشون في نفس المنزل ونسبة 10.7% كانت تتألف من شخص يعيش بمفرده يبلغ من العمر 65 عاماً أو أكثر. وبلغ متوسط حجم الأسرة المعيشية 2.72، أما متوسط حجم العائلات فبلغ 3.14.
بلغ العمر الوسطي للسكان 27.5 عاماً. وكانت نسبة 31.8% من القاطنين تحت سن الثامنة عشر، وكانت نسبة 13.3% بين الثامنة عشر والرابعة والعشرين عاماً، ونسبة 31.8% كانت واقعةً في الفئة العمرية ما بين الخامسة والعشرين والرابعة والأربعين عاماً، ونسبة 15.1% كانت ما بين الخامسة والأربعين والرابعة والستين، ونسبة 8% كانت ضمن فئة الخامسة والستين عاماً فما فوق. يوجد لكل 100 أنثى 97.5 ذكر، ويوجد لكل 100 أنثى في الثامنة عشر من عمرها فما فوق 91.6 ذكر.
بلغ متوسط دخل الأسرة في القرية 32,273 دولارًا، أما متوسط دخل العائلة فبلغ 35,781 دولارًا. وكان متوسط دخل الذكور 30,147 دولارًا مقابل 25,156 دولارًا للإناث. وسجل دخل الفرد الخاص بالقرية 12,780 دولارًا. وكانت نسبة 10.8% من العائلات ونسبة 13.4% من السكان تحت خط الفقر، وكان من هؤلاء نسبة 19% تحت سن الثامنة عشر ونسبة 15.2% في الخامسة والستين من العمر وما فوق.

### تعداد عام 2010
بلغ عدد سكان كوبنهاغن 801 نسمة بحسب تعداد عام 2010، وبلغ عدد الأسر 320 أسرة وعدد العائلات 202 عائلة مقيمة في القرية. في حين سجلت الكثافة السكانية 263.5 نسمة لكل كيلومتر مربع (682.5/ميل2). وبلغ عدد الوحدات السكنية 371 وحدة بمتوسط كثافة قدره 122 لكل كيلومتر مربع (316.0/ميل2).
وتوزع التركيب العرقي للقرية بنسبة 96.38% من البيض و0.87% من الأمريكيين الأفارقة و0.25% من الأمريكيين الأصليين و0.87% من الأمريكيين ذوي الأصول الآسيوية و0.25% من الأعراق الأخرى و1.37% من عرقين مختلطين أو أكثر و2.25% من الهسبانيون أو اللاتينيون من أي عرق.
بلغ عدد الأسر 320 أسرة كانت نسبة 36.9% منها لديها أطفال تحت سن الثامنة عشر تعيش معهم، وبلغت نسبة الأزواج القاطنين مع بعضهم البعض 48.4% من أصل المجموع الكلي للأسر، ونسبة 9.4% من الأسر كان لديها معيلات من الإناث دون وجود شريك، بينما كانت نسبة 5.3% من الأسر لديها معيلون من الذكور دون وجود شريكة وكانت نسبة 36.9% من غير العائلات. تألفت نسبة 27.8% من أصل جميع الأسر من عدة أفراد يعيشون في نفس المنزل ونسبة 10.9% كانت تتألف من شخص يعيش بمفرده يبلغ من العمر 65 عاماً أو أكثر. وبلغ متوسط حجم الأسرة المعيشية 2.50، أما متوسط حجم العائلات فبلغ 3.14.
بلغ العمر الوسطي للسكان 30.2 عاماً. وكانت نسبة 25.7% من القاطنين تحت سن الثامنة عشر، وكانت نسبة 15.4% بين الثامنة عشر والرابعة والعشرين عاماً، ونسبة 25.7% كانت واقعةً في الفئة العمرية ما بين الخامسة والعشرين والرابعة والأربعين عاماً، ونسبة 22.3% كانت ما بين الخامسة والأربعين والرابعة والستين، ونسبة 10.9% كانت ضمن فئة الخامسة والستين عاماً فما فوق. وتوزع التركيب الجنسي للسكان بنسبة 50.9% ذكور و49.1% إناث.